# Улица Красная Пресня
У́лица Кра́сная Пре́сня — улица в центре Москвы в Пресненском районе, расположена между Баррикадной улицей и площадью Краснопресненская Застава. Является частью Краснопресненского проспекта.

## Описание
Улица Красная Пресня идёт с юго-востока на северо-запад, начинаясь от пересечения Конюшковской улицы и Большой Грузинской улицы и заканчиваясь у площади Краснопресненской Заставы. На Красную Пресню слева выходят Дружинниковская улица, Пресненский переулок и Большой Трёхгорный переулок, справа на улицу выходят Волков переулок и Малая Грузинская улица.

## Происхождение названия
Переименована в 1918 году в улицу Красная Пресня по идеологическим соображениям. До 1918 года — Большая Пресненская улица, как главная из улиц, примыкающих к реке Пресня. Во время строительства БАМа москвичами построен город Тында. Каждый из главных инженеров присвоил улицам города такие же названия, как и в Москве. Одна из главных улиц города Тынды — улица Красная Пресня.

## Примечательные здания и сооружения
По нечётной стороне

скульптура «Рабочий-дружинник»

- В начале улицы находится вестибюль станции метро «Краснопресненская» (архитекторы К. С. Алабян, Т. А. Ильина, соавторы В. И. Алешина и Т. Д. Зебрикова). У здания установлена скульптура «Рабочий-дружинник» (1955, скульптор А. С. Зелинский, архитектор К. С. Алабян)[1].
- до 1980 года на углу с Дружинниковской улицей стояло здание бань К. П. Бирюковой (Бирюковских бань), возведённое в 1902 году по проекту архитектора И. П. Машкова и оформленное майоликовым панно завода «Абрамцево»[2].
- № 1—7 — комплекс бывшего торгпредства Венгерской Республики — (проект 1973 (?), арх.??), состоит из двух блоков: 5-эт. офис и 7-эт. гостиница, общей пл. 17 тыс.м² . Образец социалистической архитектуры 1970-х годов. С 2009 г. принадлежит Министерству регионального развития РФ[3][4].
- № 9 — жилой дом постройки конца 1930-х годов. В доме жили композитор Эдисон Денисов[5], астроном и геофизик В. В. Федынский (в 1937—1966)[6], китаевед Л. П. Делюсин (в последние годы жизни)[7].
- № 11 — жилой дом постройки 1960-х годов. В доме жили композитор Евгений Николаевич Птичкин и бригадир комплексной бригады МосСтройТранса кавалер ордена Трудового Красного Знамени Аркадий Иванович Савокин.
- № 31 — бывшее здание «Макдональдса», ныне — «Вкусно — и точка». Здание построено по проекту архитектора А. М. Половникова[8].

По чётной стороне
В начале улицы находится территория Московского зоопарка.
- № 16 — До 2013 года на этом месте стояло здание фабрики-кухни, построенное архитектором С. Н. Курабцевым в 1920-х годах в стиле конструктивизма[9].
- № 28 — Доходный дом Б. М. Катлама (1904, архитектор Э. С. Юдицкий).
- № 30 — Доходный дом М. Е. Здоровой (1909, архитектор Э.-Р. К. Нирнзее).
- № 36, стр. 1 — Доходный дом М. П. Кочубея  памятник архитектуры (региональный) (1904—1905, архитектор О. О. Шишковский). В 1913—1915 годах в доме жил поэт Владимир Маяковский[10].
- № 44 — жилой дом начала XX века. Здесь жил математик А. В. Васильев[11].
- № 46, стр. 1 — бывшая церковь Архангела Михаила. Построена в 1914—1918 годах по проекту архитектора И. П. Машкова. В 1930-х годах закрыта, затем перестроена[12].
- № 48/2 — Здание универмага Мосторга (1928, архитекторы братья Веснины)[12].

## Транспорт
В середине XX века по улице проходил трамвай А («Аннушка»), затем — трамвай 23.
В настоящее время по улице проходят автобусные маршруты м3, с364, 69, 116, с869, с344, м35, 379.